# Каллиник (Пулос)
Митрополи́т Каллиник (греч. Μητροπολίτης Καλλίνικος, в миру Дими́триос Пу́лос греч. Δημήτριος Πούλος; 1919, Ситаралона — 7 августа 1984, Афины) — епископ Константинопольской православной церкви (и формально Элладской православной церкви), митрополит Эдесский (1967—1984).
Канонизирован Священным синодом Константинопольской православной церкви 23 июня 2020 года.

## Биография
Родился 26 января 1919 года в Ситаралоне в бедной семье.
Окончил богословскую школу Афинского университета.
В 1957 году был рукоположен в сан диакона и пресвитера своим сводным братом митрополитом Дидимотихским Константином (Пулосом) и служил секретарём и проповедником в Этолийской и Акарнанийской митрополии.
25 июня 1967 года в соборе святого Дионисия Ареопагита в Афинах был рукоположен в сан епископа и возведён в достоинство митрополита Эдесского. Хиротонию совершили: митрополит Трикальский и Стагонский Дионисий (Хараламбус), митрополит Китирский Мелетий (Галанопулос), митрополит Дедегачский Константий (Хронис), митрополит Касандрийский Синесий (Висвинис), митрополит Этолийский и Акарнанийский Феоклит (Аврандинис).
Скончался 7 августа 1984 года в Афинах.